# 加藤誉子
加藤 誉子（かとう たかこ、1977年8月7日 - ）は、日本の元お笑いタレント、2019年より画家として活動。ワタナベエンターテインメント所属。
和歌山県熊野生まれ、大阪府富田林市出身。

## 来歴・人物
大阪府立狭山高等学校 → 武庫川女子大学短期大学部卒業。短大卒業後は大阪でファッションブランド「アメリカンラグシー」のセレクトショップ店員として勤務。そこで度々、客の前で商品説明の際にボケてみたりしていたため、同い年の女性客に「一緒にNSCに入りませんか」と誘われる。最初は断ろうとしたが、やっぱりふざけたりしたいと思っていたことから、2003年、NSC大阪校に26期生として入学。NSC卒業後は吉本興業大阪本部に所属。大阪吉本時代は2005年まで、小泉エリ&トモ、キッチン!、ジェシカ、ツジカオルコ、いがわゆり蚊らと共に『吉本ホルモン女学院』で活動。この当時は「加藤たかこ」という名前での活動も行っていた。
R-1ぐらんぷりでは第2回（2004年、NSC時代）、第3回（2005年、大阪吉本時代）と2年連続で準決勝進出。
2010年1月、NSC大阪校の同期生でもある元キンデルダイクの渡部大嗣とコンビ「バカンス食堂」を結成。このコンビ名の名付け親は、よしもとの先輩のシルクで、シルクがよく行くイタリアン居酒屋の店名からもらったものだった。バカンス食堂は2010年のM-1グランプリ出は3回戦まで進出。翌2011年によしもとを退社してバカンス食堂2人で上京、東京に拠点を移して同年4月にワタナベコメディスクールに14期生として入学（2012年3月卒業）。卒業後はコンビでワタナベエンターテインメント所属となるが、バカンス食堂は2013年2月に解散、以後はピン芸人として活動。
同じワタナベ所属のやしろ優、平野ノラとのトークとネタのライブ『女寿司 特上○人前!』（第1回（1人前）開催は2014年2月11日）を行っていた。
2019年に芸人を引退し、画家に転身。同年10月にパリ国際サロン展に、同年12月にクロアチア美術展に作品がそれぞれ入選。2020年にはパリ国際サロン展、クロアチア美術展の他、モナコ・ジャパン芸術祭、ミラノ・ジャパンアートコレクションにも作品が展示される。
ピアノと水泳が特技で、水泳では中学生時代にバタフライで大阪府大会2位になったことがある。また、マラソンは練習無しでハーフマラソンを完走したことがある。趣味はサスペンスドラマ鑑賞、妄想エッセイ。

## 芸風
主に一人コント。「妄想一人コント」と言われるネタなどを持ち、時々「CCC!」（「嬉CCC!」など）のポーズをして踊りながら演じる、などの芸がある。この他、架空の女性政治家による政見放送というネタもある。
物真似を演じることもあり、片平なぎさ、宮崎美子、サスペンスドラマの脇役など色々な主婦、などがレパートリーにある（五十音のどの音を言われても、片平なぎさのような台詞を言うことが出来る、など）。

## 出演

### テレビ
- 笑激!!よしもとライブ（KBS京都）- レギュラーアシスタント
- よしもとサンサンTV（サンテレビジョン）
- メイドインカンサイ（関西テレビ放送）- 2010年11月15日
- 芸人報道（日本テレビ）- 2013年6月11日、2014年3月25日
- パチFUN!（テレビ埼玉他）
- コサキン・天海の超発掘!ものまねバラエティー マネもの（フジテレビ）- 2015年3月26日（第3回）、2015年10月9日（第4回）、2019年6月27日（第5回）
- 東京オーディション(仮)（TOKYO MX）
- 前略、西東さん（中京テレビ）- 2015年1月30日
- ものまねグランプリ（日本テレビ）- 2016年4月5日「〜なるか世代交代! 嵐の下克上SP〜」で初出演（この回は「ものまね刑事軍団」で出演）、2017年9月26日、2017年12月5日、2018年9月29日
- 水曜日のダウンタウン（TBS） - 2017年2月22日
- ウチのガヤがすみません!（日本テレビ）- 2017年4月11日（初出演）、2017年4月11日、2017年5月9日、2017年5月16日、2017年5月23日、2017年9月1日、2018年5月8日
- 今夜くらべてみました（日本テレビ）2017年7月19日
- 爆笑そっくりものまね紅白歌合戦スペシャル（フジテレビ） - 2017年9月8日、2018年9月21日、2019年5月17日
- ザ・細かすぎて伝わらないモノマネ（フジテレビ） - 2018年11月24日
- ビートたけしの独立してマージン分ギャラ下げるからあと2回ヤラせてTV（TBS） - 2018年12月27日

### ラジオ
- こんちわコンちゃんお昼ですょ!（MBSラジオ）- レポーターなど出演 2009年3月まで
- ラジオよしもと むっちゃ元気スーパー!（ラジオ大阪）- 2009年12月16日「バカンス食堂」での出演